# Muhammad Bilal
Muhammad Bilal (Faisalabad, 14 agosto 1996) è un calciatore pakistano, difensore del Pakistan Navy Karāchi e della Nazionale pakistana.

## Carriera

### Club
Ha esordito nel campionato pakistano nella stagione 2013-2014 con il Pakistan Navy Karāchi.

### Nazionale
Ha esordito in nazionale il 21 giugno 2014 nell'amichevole Indonesia-Pakistan (4-0).